# 404 Arsinoë
För andra betydelser, se Arsinoe (olika betydelser).
404 Arsinoë eller 1895 BY är en asteroid i huvudbältet, som upptäcktes 20 juni 1895 av den franske astronomen Auguste Charlois. Den är uppkallad efter Arsinoe i den grekiska mytologin.
Asteroiden har en diameter på ungefär 94 kilometer och den tillhör asteroidgruppen Mitidika.